# TV Волопаса
TV Волопаса (лат. TV Boötis) — двойная звезда в созвездии Волопаса на расстоянии приблизительно 4367 световых лет (около 1339 парсеков) от Солнца. Видимая звёздная величина звезды — от +11,3m до +10,71m.

## Характеристики
Первый компонент — жёлто-белая пульсирующая переменная звезда типа RR Лиры (RRC)* спектрального класса A7-F2*, или B9. Масса — около 2,514 солнечных, радиус — около 4,756 солнечных, светимость — около 54,848 солнечных. Эффективная температура — около 7927 K.
Второй компонент — коричневый карлик. Масса — около 27,83 юпитерианских. Удалён на 2,034 а.е..